# Panicum chillagoanum
Panicum chillagoanum är en gräsart som beskrevs av Bryan Kenneth Simon. Panicum chillagoanum ingår i släktet vipphirser, och familjen gräs. Inga underarter finns listade i Catalogue of Life.